# Los Angeles Film Critics Association Award al miglior film d'animazione
Il Los Angeles Film Critics Association Award al miglior film d'animazione (Los Angeles Film Critics Association Award for Best Animation) è un riconoscimento annuale assegnato dai membri del Los Angeles Film Critics Association alla migliore pellicola d'animazione distribuita negli Stati Uniti nel corso dell'anno.

## Albo d'oro

### Anni 1980
- 1989: La sirenetta (The Little Mermaid), regia di Ron Clements e John Musker

### Anni 1990
- 1990: Bianca e Bernie nella terra dei canguri (The Rescuers Down Under), regia di Hendel Butoy e Mike Gabriel
- 1991: La bella e la bestia (Beauty and the Beast), regia di Gary Trousdale e Kirk Wise
- 1992: Aladdin (Aladdin), regia di Ron Clements e John Musker
- 1993: Le fleuve aux grandes eaux, regia di Frédéric Back
- 1994: Il re leone (The Lion King), regia di Roger Allers e Rob Minkoff
- 1995: Toy Story - Il mondo dei giocattoli (Toy Story), regia di John Lasseter
- 1996: I cortometraggi d'animazione di Nick Park
- 1997: Hercules (Hercules), regia di Ron Clements e John Musker
- 1998: A Bug's Life - Megaminimondo (A Bug's Life), regia di John Lasseter e Andrew Stanton
- 1999: Il gigante di ferro (The Iron Giant), regia di Brad Bird

### Anni 2000
- 2000: Galline in fuga (Chicken Run), regia di Peter Lord e Nick Park
- 2001: Shrek (Shrek), regia di Andrew Adamson e Vicky Jenson
- 2002: La città incantata (Sen to Chihiro no kamikakushi), regia di Hayao Miyazaki
- 2003: Appuntamento a Belleville (Les Triplettes de Belleville), regia di Sylvain Chomet
- 2004: Gli Incredibili - Una "normale" famiglia di supereroi (The Incredibles), regia di Brad Bird
- 2005: Wallace & Gromit: La maledizione del coniglio mannaro (Wallace & Gromit: The Curse of the Were-Rabbit), regia di Steve Box e Nick Park
- 2006: Happy Feet (Happy Feet), regia di George Miller
- 2007: 
  - Ratatouille (Ratatouille), regia di Brad Bird e Jan Pinkava
  - Persepolis (Persepolis), regia di Marjane Satrapi e Vincent Paronnaud
- 2008: Valzer con Bashir (ואלס עם באשיר), regia di Ari Folman
- 2009: Fantastic Mr. Fox (Fantastic Mr. Fox), regia di Wes Anderson

### Anni 2010
- 2010: Toy Story 3 - La grande fuga (Toy Story 3), regia di Lee Unkrich
- 2011: Rango, regia di Gore Verbinski
- 2012: Frankenweenie, regia di Tim Burton[1]
- 2013: Ernest & Celestine (Ernest et Célestine), regia di Stéphane Aubier, Vincent Patar e Benjamin Renner[2]
- 2014: La storia della Principessa Splendente (Kaguya-hime no monogatari), regia di Isao Takahata[3]
- 2015: Anomalisa, regia di Charlie Kaufman[4]
- 2016: Your Name. (Kimi no na wa.), regia di Makoto Shinkai[5]
- 2017: I racconti di Parvana (The Breadwinner), regia di Nora Twomey[6]
- 2018: Spider-Man - Un nuovo universo (Spider-Man: Into the Spider-Verse), regia di Bob Persichetti, Peter Ramsey e Rodney Rothman[7][8]
- 2019: Dov'è il mio corpo? (J'ai perdu mon corps), regia di Jérémy Clapin[9]

### Anni 2020
- 2020: Wolfwalkers - Il popolo dei lupi (Wolfwalkers), regia di Tomm Moore e Ross Stewart[10]
- 2021: Flee (Flugt), regia di Jonas Poher Rasmussen[11]